# Birbalomys
Birbalomys is een geslacht van uitgestorven zoogdieren dat voorkwam in het Vroeg-Eoceen. Birbalomys hebben een duidelijke gelijkenis met de ctenodactyloïde families Chapattimyidae en Yuomyidae. Vroege bevindingen suggereren dat Birbalomys werden gevonden in de Subathu-formatie in de Kuthar-rivier in het Eoceen.

## Beschrijving
Dit dertig centimeter lange knaagdier is het primitiefste knaagdier. Er is erg weinig van bekend.

## Vondsten
Resten van dit dier werden gevonden in Pakistan.